# Aurostibit
Aurostibit ist ein selten vorkommendes Mineral aus der Mineralklasse der „Sulfide und Sulfosalze“ mit der chemischen Zusammensetzung AuSb2 und damit chemisch gesehen Goldantimonid (auch Golddiantimonid). Als enge Verwandte der Sulfide werden die Antimonide in dieselbe Klasse eingeordnet.
Aurostibit kristallisiert im kubischen Kristallsystem und findet sich in Form von länglichen Körnern oder körnigen Aggregaten von bis zu 3,5 cm Größe sowie krustige Überzüge auf Gold in meist bleigrauer Farbe. Die Oberflächen des in jeder Form undurchsichtigen (opaken)  Minerals zeigen einen metallischen Glanz und können mitunter bornitähnlich angelaufen sein. Polierte Flächen wie beispielsweise in Dünnschliffen reflektieren das Licht dagegen galenitähnlich weiß mit einer rosa Tönung. Seine Strichfarbe ist allerdings bronzegelb.
Mit einer Mohshärte von 3 gehört Aurostibit zu den mittelharten Mineralen, die sich ähnlich wie das gleich harte Referenzmineral Calcit mit einer Kupfermünze ritzen lassen.

## Etymologie und Geschichte

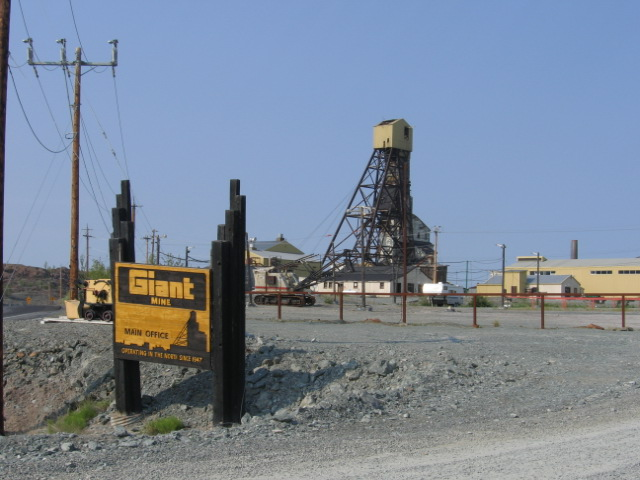
Eingang zur Giant Mine, Kanada (2005)

Synthetisch konnte die Verbindung AuSb2 bereits 1906 durch den deutschen Materialforscher und Metallographen Rudolf Vogel dargestellt werden. 1928 stellte der norwegische Professor der Mineralogie Ivar Oftedal (1894–1976) neben AuSb2 noch RuS2, OsS2 und MnTe2 synthetisch her, um die Kristallstruktur dieser Verbindungen vom Pyrit-Typus zu analysieren.
Als natürliche Mineralbildung wurde Aurostibit erstmals in den Golderzen der Giant-Mine nahe Yellowknife in der Provinz Nordwest-Territorien sowie in der Chesterville Mine nahe Larder Lake im Timiskaming District der Provinz Ontario in Kanada entdeckt. Die Erstbeschreibung erfolgte 1952 durch Albert R. Graham und S. Kaiman, die das Mineral in Anlehnung an dessen chemische Zusammensetzung nach der lateinischen Bezeichnung für Gold (Aurum) und Antimon (Stibium) benannten.
Das Typmaterial des Minerals wird in den Sammlungen der Geological Survey of Canada in Ottawa unter der Katalog-Nr. 61458 (CT, polierter Abschnitt) und des Royal Ontario Museums in Toronto unter der Katalog-Nr. M37248 (MT, weniger als 1 mg, polierter Abschnitt) aufbewahrt.

## Klassifikation
Bereits in der veralteten 8. Auflage der Mineralsystematik nach Strunz gehörte der Aurostibit zur Mineralklasse der „Sulfide und Sulfosalze“ und dort zur Abteilung der „Sulfide mit M : S < 1 : 1“, wo er zusammen mit Cattierit, Geversit, Hauerit, Laurit, Michenerit, Penroseit, Pyrit, Sperrylith, Trogtalit, Vaesit und Villamanínit die „Pyrit-Reihe“ mit der System-Nr. II/C.05 bildete.
Im Lapis-Mineralienverzeichnis nach Stefan Weiß, das sich aus Rücksicht auf private Sammler und institutionelle Sammlungen noch nach dieser alten Form der Systematik von Karl Hugo Strunz richtet, erhielt das Mineral die System- und Mineral-Nr. II/D.17-50. In der „Lapis-Systematik“ entspricht dies ebenfalls der Abteilung „Sulfide mit Metall : S,Se,Te < 1 : 1“, wo Aurostibit zusammen mit Cattierit, Changchengit, Dzharkenit, Erlichmanit, Fukuchilit, Geversit, Hauerit, Insizwait, Kruťait, Laurit, Maslovit, Mayingit, Michenerit, Padmait, Penroseit, Pyrit, Sperrylith, Trogtalit, Testibiopalladit, Vaesit und Villamanínit die „Pyrit-Gruppe“ bildet (Stand 2018).
Die seit 2001 gültige und von der International Mineralogical Association (IMA) bis 2009 aktualisierte 9. Auflage der Strunz’schen Mineralsystematik ordnet den Aurostibit in die allgemeinere Abteilung der „Metallsulfide mit M : S ≤ 1 : 2“ ein. Diese ist allerdings weiter unterteilt nach dem genauen Stoffmengenverhältnis und den in der Verbindung vorherrschenden Metallen, so dass das Mineral entsprechend seiner Zusammensetzung in der Unterabteilung „M : S = 1 : 2, mit Fe, Co, Ni, PGE usw.“ zu finden ist, wo es zusammen mit Cattierit, Dzharkenit, Erlichmanit, Fukuchilit, Gaotaiit, Geversit, Hauerit, Insizwait, Iridisit, Kruťait, Laurit, Penroseit, Pyrit, Sperrylith, Trogtalit, Vaesit und Villamanínit die „Pyritgruppe“ mit der System-Nr. 2.EB.05a bildet.
Auch die vorwiegend im englischen Sprachraum gebräuchliche Systematik der Minerale nach Dana ordnet den Aurostibit in die Klasse der „Sulfide und Sulfosalze“ und dort in die Abteilung der „Sulfidminerale“ ein. Hier ist er ebenfalls in der „Pyritgruppe (Isometrisch: Pa3)“ mit der System-Nr. 02.12.01 innerhalb der Unterabteilung „Sulfide – einschließlich Seleniden und Telluriden – mit der Zusammensetzung AmBnXp, mit (m+n) : p = 1 : 2“ zu finden.

## Chemismus
Die chemische Zusammensetzung von Aurostibit (AuSb2) besteht aus 44,72 % Gold (Au) und 55,28 % Antimon (Sb). In Spuren kann auch Silber (Ag) vorhanden sein.

## Kristallstruktur

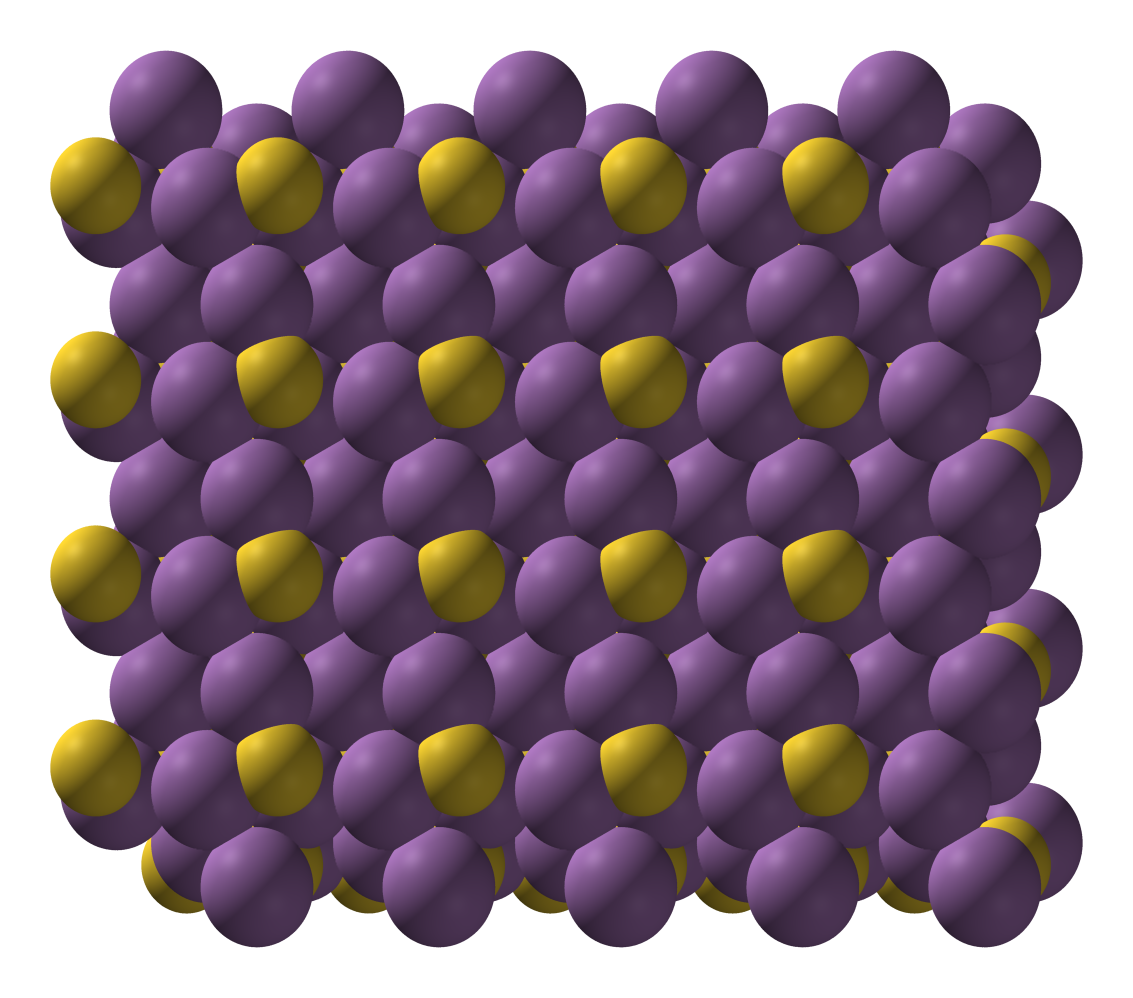
Kristallstruktur von Aurostibit als „Space-filling-Modell“

Aurostibit kristallisiert kubisch in der Pyritstruktur in der Raumgruppe Pa3 (Raumgruppen-Nr. 205) mit dem Gitterparameter a = 6,66 Å sowie vier Formeleinheiten pro Elementarzelle.

## Eigenschaften
Aurostibit lässt sich mit absteigender Reaktionsstärke von Salpetersäure (HNO3), Eisen(III)-chlorid (FeCl3), Salzsäure (HCl) und Kaliumhydroxid (KOH) ätzen, reagiert dagegen negativ auf Quecksilber(II)-chlorid (HgCl2) und Kaliumcyanidlauge (KCN). Seine weitgehende Unlöslichkeit in KCN ist auch der Grund dafür, dass sich Gold nur schwer aus Aurostibit gewinnen lässt.
Auf mechanische Belastung reagiert Aurostibit wenig duktil und eher spröde, zeigt aber dennoch nur eine undeutliche Spaltbarkeit.
Im Normalfall ist das Mineral von eher bleigrauer Farbe und kann aufgrund seiner farblichen Ähnlichkeit mit Galenit verwechselt werden. Auf polierten Flächen ändert es sein Reflexionsverhalten und erscheint galenitähnlich weiß, allerdings deutlich heller als dieses und mit einer rosa Tönung. In Öl ist die Helligkeitsabnahme geringer als beim Galenit.

## Bildung und Fundorte
Aurostibit bildet sich hydrothermal auf gold- und antimonhaltigen, aber schwefelarmen Quarz-Gängen. Als Begleitminerale treten neben gediegen Gold und verschiedenen Antimonmineralen wie Boulangerit, Bournonit, Chalkostibit, Freibergit, Jamesonit und Stibnit (auch Antimonit) unter anderem noch Arsenopyrit, Chalkopyrit, Galenit, Pyrit, Sphalerit und Tetraedrit auf.
Als seltene Mineralbildung konnte Aurostibit nur an wenigen Fundorten nachgewiesen werden, wobei weltweit bisher rund 80 Fundorte dokumentiert sind (Stand 2020). Außer an seinen Typlokalitäten, der Giant Yellowknife Mine in den Nordwest-Territorien und der Chesterville Mine in Ontario, trat das Mineral noch an mehreren Orten in verschiedenen Provinzen im Osten Kanadas auf. So fand es sich in der vulkanischen Sulfid-Lagerstätte Lalor nahe Snow Lake in Manitoba. In einer Flussgold-Lagerstätte am Clarence im York County von New Brunswick traten als Begleiter Arsenopyrit, Berthierit, Gudmundit und Pyrrhotin und in den Antimon- und Goldlagerstätten der West Gore Mine im Hants County von Nova Scotia (Neuschottland) noch gediegen Antimon hinzu. Daneben wurde Aurostibit noch in den Goldminen Lapa Cadillac und Sigma No. 1 nahe Val-d’Or in Québec sowie an weiteren Orten unter anderem im Thunder Bay District in Ontario entdeckt.
Der bisher einzige bekannte Fundort in Deutschland ist der Hornbühl mit Haldenresten, Pingen und einem aufgelassenen Stollen bei Waldkirch in Baden-Württemberg.
Weitere Fundorte liegen unter anderem in Australien, Bolivien, Brasilien, Bulgarien, China, der Demokratischen Republik Kongo, Finnland, Frankreich, Ghana, Iran, Italien, Kasachstan, Malaysia, Norwegen, Russland, Schweden, im Senegal, Simbabwe, der Slowakei, Südafrika, im Sudan, Tschechien, Usbekistan und den Vereinigten Staaten von Amerika.
Auch in Mineralproben vom Mittelatlantischen Rücken, genauer aus dem Hydrothermal-Feld Semyenov-2 , konnte Aurostibit nachgewiesen werden.